# Alpha Centauri Bc
Alpha Centauri Bc (α Cen Bc) est un possible compagnon planétaire de l'étoile Alpha Centauri B. L'existence de cette planète, la deuxième proposée dans ce système après Alpha Centauri Bb (dont l'existence a été contestée en 2015,), est suspectée à la suite de l'observation d'un événement semblable à un transit devant cette étoile. Cette planète aurait une période orbitale d'environ 12 jours (environ 3 fois plus longue que celle d'Alpha Centauri Bb),.